# 다니에우 페냐
다니엘 페냐(1998년 10월 17일 ~ )는 브라질의 축구 선수이다. 포지션은 공격수, 미드필더이다.